# Dorylus helvolus
Dorylus helvolus é uma espécie de formiga do gênero Dorylus.